# Abguar Bastos
Pour les articles homonymes, voir Bastos.
Œuvres principales
- Terra de Icamiaba 1931
- Safra 1937

Abguar B. Damasceno Bastos (Belém, 1902 ou 1904 — São Paulo, 1995) était un homme politique, haut fonctionnaire, juriste, journaliste, historien, sociologue, folkloriste et écrivain brésilien. 
Il exerça diverses fonctions d’encadrement dans des entreprises privées de plusieurs États brésiliens et au sein du gouvernement fédéral. Il fut élu maire de la ville de Coari, dans l’État d’Amazonas, et député fédéral à deux reprises. Il était membre de l’Institut historique et géographique du Pará et de São Paulo et de la Commission brésilienne de folklore.
Dans le domaine littéraire, il fut l’un des grands exposants du mouvement moderniste dans le nord du pays, faisant paraître quatre romans, un récit folklorique et deux recueils de poésie, à côté de sept ouvrages d’histoire et de critique littéraire et un livre de mémoires.

## Carrière politique
Abguar Bastos commença sa carrière comme procureur, greffier et maire suppléant dans la ville de Coari, dans l’État d’Amazonas, et fut rapporteur de l’assemblée législative de cet État. Dans l’État du Pará voisin, dont il était originaire, il exerça comme journaliste dans différents journaux, et occupa aussi le poste de secrétaire du Comité gouvernemental militaire, puis passa, en 1930 et 1931, chef de cabinet auprès de l’Interventeur fédéral (c.-à-d. du délégué du président de la république assumant provisoirement, sous régime d’exception, le gouvernement d’un État fédéré). Il dirigea les archives judiciaires de la capitale d’État Belém et fut élu pour un premier mandat de député fédéral pour l’État de Pará, siégeant à Rio de Janeiro en 1936 et 1937, jusqu’à la fermeture du Congrès national par le président Getúlio Vargas. 
À Rio de Janeiro, il dirigea la Division d’expansion économique et fut l’organisateur et le premier directeur du Département national du registre de commerce, organismes ressortissant l'un et l'autre au ministère de l’Industrie et du Commerce. Dans la nouvelle capitale Brasília, il devint, sous le président Kubitschek, l’adjoint du ministre du Travail João Batista Ramos. Il fut ensuite adjoint, au sein du ministère de l’Industrie et du Commerce, des ministres Otávio Augusto Dias Carneiro (sous la présidence de João Goulart), Artur Bernardes (fils) (sous la présidence de Jânio Quadros et Ulysses Guimarães (sous Tancredo Neves), tout en jouant le rôle de délégué parlementaire pour le compte de ce même ministère. Il fut élu une seconde fois député fédéral, cette fois pour São Paulo, de 1955 à 1959, période durant laquelle il cofonda et organisa l’alliance parlementaire Frente Parlamentar Nacionalista. Durant ce même mandat au congrès national, il présida la Commission de rédaction et fut membre de plusieurs commissions. Il travailla à Varsovie comme attaché commercial de l’ambassade du Brésil en Pologne. De retour au Brésil, il devint coprésident des Faculdades Metropolitanas Unidas (établissement d’enseignement supérieur à São Paulo ; en abrégé FMU) et assesseur de l’Association nationale des exportateurs de céréales, toutes deux implantées à São Paulo.

## Activité d’auteur
Abguar Bastos fit partie du groupe d’intellectuels qui fonda à São Paulo en 1942 l’Association brésilienne des écrivains, qui se transformera plus tard, en 1958, en l’actuelle Union brésilienne des écrivains (en port. União Brasileira de Escritores, UBE), et dont il sera président (entre 1981 et 1982) et à plusieurs reprises vice-président. Il était membre de l’Institut historique et géographique du Pará et de São Paulo, et appartint (comme membre correspondant) aux Académies de lettres des États du Pará, d’Amazonas et de Paraiba. Il fut le récipiendaire en 1987 du prix national Juca Pato, décerné par l’UBE à São Paulo, au titre d’Intellectuel de l’année.  
Jeune encore, il fut à l’origine, dans le sillage de la Semaine d'art moderne, d’un mouvement de rénovation culturelle en Amazonas, lançant en effet en 1922, aux côtés d’Eneida, dans la revue Belém Nova, dirigée par l’écrivain Bruno de Menezes, le manifeste Flaminaçu, en guise d’allégeance au modernismo, et devenant ensuite l’un des meilleurs exposants de ce mouvement littéraire en Amazonie. Son roman Terra de Icamiaba fut fort bien accueilli par la critique de l’époque, jusqu’à être comparé au roman Macunaíma de Mário de Andrade. Paulo de Oliveira écrivit qu’Abguar Bastos « [était] un écrivain doté d’une culture enviable, connaisseur des secrets de l’art poétique, n’ayant pas son pareil, sans imiter personne. » Il fut aussi lauréat d’une série de récompenses littéraires, dont, outre le prix Juca Pato, la Médaille de la culture Don Pedro I, la médaille Euclides da Cunha et la mention honorable du prix de poésie Governador do Estado de São Paulo. Jorge Amado le désigna comme « le véritable pionnier de la littérature amazonienne », et plusieurs grands noms de la littérature brésilienne, tels que Menotti Del Picchia, Monteiro Lobato, Carlos Drummond de Andrade, Agripino Grieco, Érico Veríssimo, Ligia Fagundes Telles, reconnurent la qualité et l’importance de son œuvre littéraire.
Folkloriste, il fut membre honoraire de la Commission brésilienne de Folklore, et son fonds d’archives dans ce domaine a été déposé au musée de l’Image et du Son (MIS) de São Paulo.

## Publications

### Fiction
- Amazônia que ninguém sabe, roman (1930)
- Terra de Icamiaba, roman (1931)
- Certos Caminhos do Mundo (1936)
- Safra (1937)
- Somanlu, o Viajante da Estrela, récit folklorique (1953)
- Cenci e Setrestelo
- Jurupari, o Heroi das Sete Florestas
- Quatro Fogos.

### Sociologie, histoire et folklore
- História da Política Revolucionária do Brasil — 1900-1932, deux tomes (1969)
- A Pantofagia ou As Estranhas Práticas Alimentares na Selva
- Prestes e a Revolução Social
- Introdução à Litofábula
- Mapa Nacional do Folclore
- A África em nossa Linguagem
- Costumes e Cultos
- Os cultos mágico-religiosos no Brasil (1979)
- A visão histórico-sociológica de Euclides da Cunha, São Paulo, Editora Nacional (1986).